# Albrecht Kronenberger

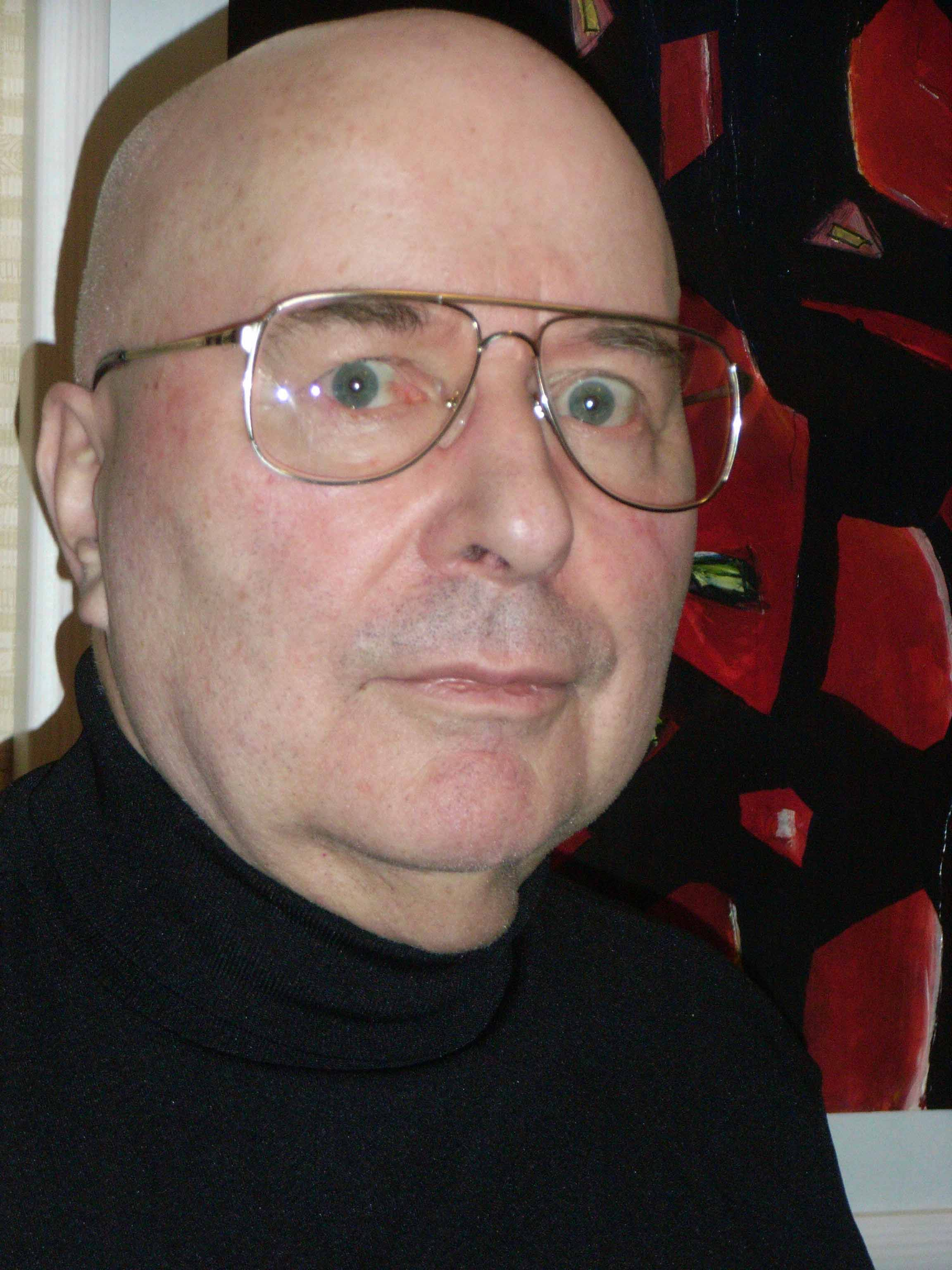
Albrecht Kronenberger im Februar 2010

Albrecht Kronenberger (* 21. Januar 1940 in Würzburg) ist ein Priester der Diözese Speyer und emeritierter Oberstudienrat im Kirchendienst, der über seine Heimat hinaus wegen seiner Tätigkeit für die christliche Esperanto-Bewegung bekannt wurde.

## Leben
Als Junge wohnte er in Pirmasens und Germersheim, studierte nach seiner Wehrdienstzeit Philosophie und katholische Theologie in Eichstätt, Frankfurt am Main und Speyer, wo er 1966 die Priesterweihe empfing. Er war Kaplan in Frankenthal und Bellheim und dann von 1969 bis 2002 Fachlehrer für katholische Religion am Leibniz-Gymnasium in Neustadt an der Weinstraße. Hier wohnt er auch weiterhin nach seiner Pensionierung.

## Leistungen
Als Student half er mit bei der Erstellung eines Übungsheftes zur lateinischen Stenografie, mit deren Hilfe Aloys Kennerknecht aus Germersheim in Rom die Stenografen des Zweiten Vatikanischen Konzils ausbildete.
Im Bund Neudeutschland, dem er seit seiner Gymnasialzeit angehört, wirkte er zeitweise als Diözesankaplan der Katholischen Studierenden Jugend (KSJ) in der Diözese Speyer und als Regionalkaplan der Gemeinschaft Katholischer Männer und Frauen (KMF) in der Region Pfalz-Saar.
Für Pfälzer Mundartgedichte wurde er dreimal beim Pfälzischen Mundartdichterwettstreit in Bockenheim ausgezeichnet.
Im katholischen Gesangbuch Gotteslob (1975) ist er mit einer Gloria-Vertonung, im Kantorenbuch zum Gotteslob mit vier Kompositionen vertreten. Sein jüngster musikalischer Beitrag ist ein Lied zum seligen Paul Josef Nardini, zu dem Kirchenmusikdirektor Ernst Leuze zwei unterschiedlich schwere Pianosätze und zwei Orgelsätze (mit und ohne Pedal) geschaffen hat.
Albrecht Kronenberger war zeitweise Schulbuchgutachter, Vorstandsmitglied des Klerusvereins der Diözese Speyer, Delegierter der LIGA-Bank, und ist im Vorstand der PAX-Vereinigung katholischer Kleriker.
Ab 1987 erlernte er im Selbststudium die Plansprache Esperanto. Sein Wissen gab er an seiner Schule in Arbeitsgemeinschaften und bei Projekttagen weiter. Er ist Mitbegründer der Esperanto-Arbeitsgemeinschaft in der Diözese Speyer (1991) und deren Präses. In dieser Eigenschaft feiert er regelmäßig Esperanto-Gottesdienste im Dom in Speyer, ebenso in Stuttgart. Außerdem wird er immer wieder zu ökumenischen Gottesdiensten bei Esperanto-Treffen eingeladen, so bei den Weltkongressen in Prag, Berlin, Zagreb und Göteborg, bei IKUE- und KELI-Kongressen in Deutschland und im Ausland. Er ist Mitglied der Ökumenischen Kommission von IKUE und KELI, der katholischen und evangelischen Esperanto-Vereinigung, auch selbst Mitglied in beiden Organisationen. Außerdem ist er Mitglied des Esperanto-Weltbundes (Fachdelegierter für katholische Religion), des Deutschen Esperantobundes, der Saarländischen Esperanto-Liga, der Esperanto-Liga Kurpfalz, beim Freundeskreis Villingen-Schwenningen, bei der Internationalen Akademie der Wissenschaften San Marino (AIS), der OSIEK-Vereinigung und beim Internationalen Esperantolehrer-Verband (ILEI).

## Esperanto-Veröffentlichungen
Auf seinem Computer gestaltete er das 2001 erschienene Ökumenische Gottesdienstbuch ADORU, das auf 1472 Seiten neben vielen Gebetstexten 900 Lieder und Gesänge aus aller Welt enthält. Es ist wohl weltweit das erste und einzige Gesangbuch, das Gottesdienstmodelle aus verschiedenen Konfessionen in sich vereinigt. Das Werk entstand in jahrelanger intensiver Zusammenarbeit mit dem inzwischen verstorbenen lutherischen Pfarrer Adolf Burkhardt aus Weilheim an der Teck und dem katholischen Pfarrer Bernhard Eichkorn aus Villingen. Das Team, das sich nach dem Haupttreffpunkt Kloster Kirchberg nannte, erhielt dafür 2002 den FAME-Kulturpreis der Stadt Aalen.
Albrecht Kronenberger hat auch viele eigene Liedübersetzungen und -bearbeitungen sowie einige Originaltexte und Melodien für ADORU geschaffen.
Er redigierte die im Oktober 2006 erschienene Neuausgabe der Esperanto-Bibel und gestaltete 2009 die Liedersammlung Kantoj post ADORU als Sonderheft der Zeitschrift Espero Katolika.
Gelegentlich arbeitet er bei Vikipedio, der Esperanto-Version von Wikipedia, mit. So stellte er ab 2007 alle lateinischen Brevier-Hymnen in Vikifontaro ein, die er zum großen Teil selbst in Esperanto übersetzte.
2009 initiierte er das große Internet-Wörterbuch-Projekt Deutsch – Esperanto: projekto de-eo.
Im September 2017 erschien im Gmeiner-Verlag sein Buch KANTU mit über 350 christlichen und über 40 nichtreligiösen Liedern auf Esperanto.